# Mémorial de la Shoah (Vienne)
Pour les articles homonymes, voir Mémorial de la Shoah et Mémorial (homonymie).

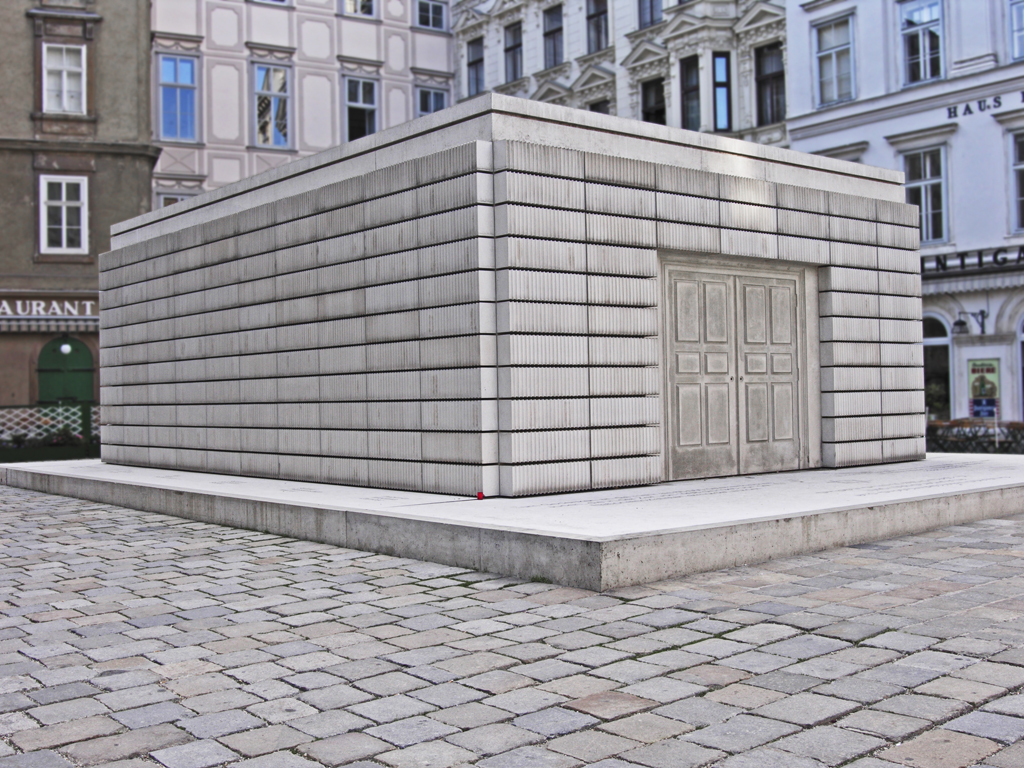
Le mémorial sur la Judenplatz.

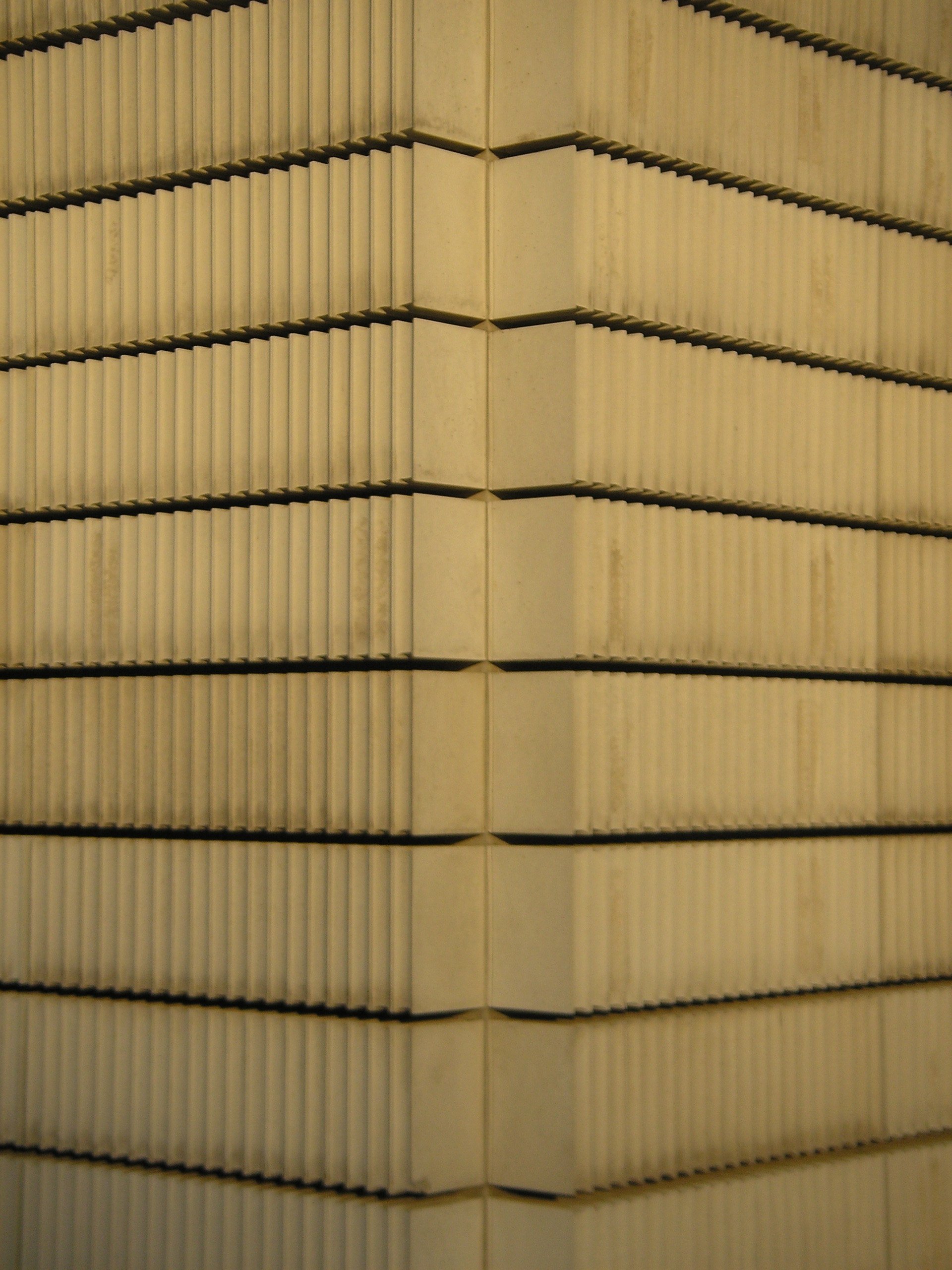
Les livres à l'angle du monument.

Le Mémorial de la Shoah à Vienne (en allemand : Mahnmal für die 65 000 ermordeten österreichischen Juden und Jüdinnen der Shoah) est une œuvre de la sculptrice britannique Rachel Whiteread inaugurée en 2000. Le monument, situé sur la Judenplatz de l'Innere Stadt de Vienne, est dédié aux 65 000 Juifs autrichiens assassinés par les nazis entre 1938 et 1945.

## Présentation
Le projet d'édifier une sculpture monumentale sur l'emplacement d'une ancienne synagogue de la Judenplatz est dû à une initiative de Simon Wiesenthal. En 1996, Rachel Whiteread remporte le concours international organisé pour la conception et la réalisation de cet hommage aux victimes autrichiennes de la Shoah.
L'œuvre a un plan rectangulaire (10 × 7 m) pour une hauteur de 3,8 mètres. Construite en béton armé, elle représente des rayonnages de bibliothèque remplis de livres dont le dos est tourné vers l'intérieur, ce qui empêche de lire leurs titres. C'est pourquoi le monument porte également l'appellation de « Bibliothèque sans nom ». Les volumes fermés, inaccessibles à la lecture, symbolisent les vies interrompues de ces 65 000 personnes.

## Galerie

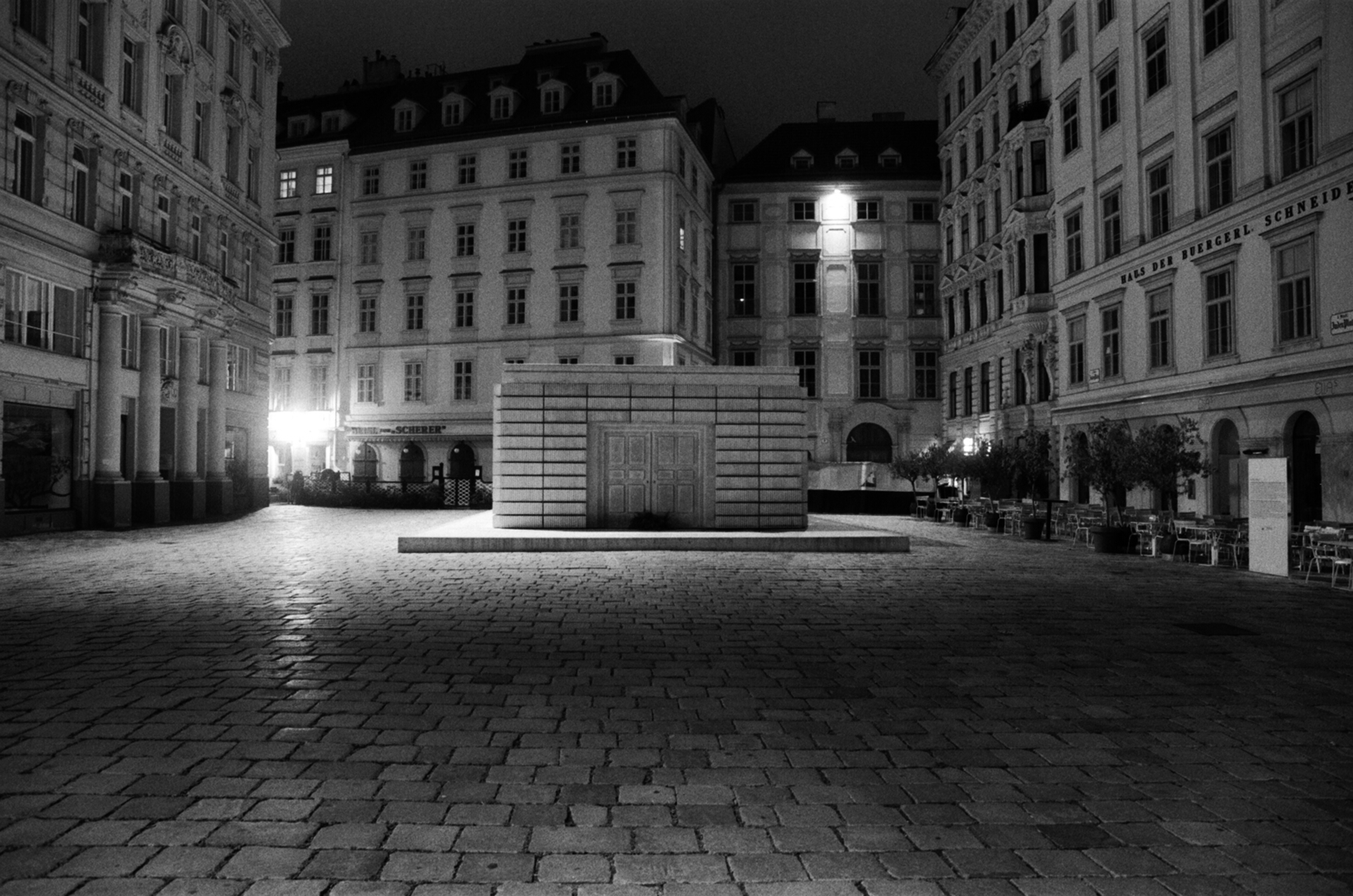
Vue nocturne de la Judenplatz
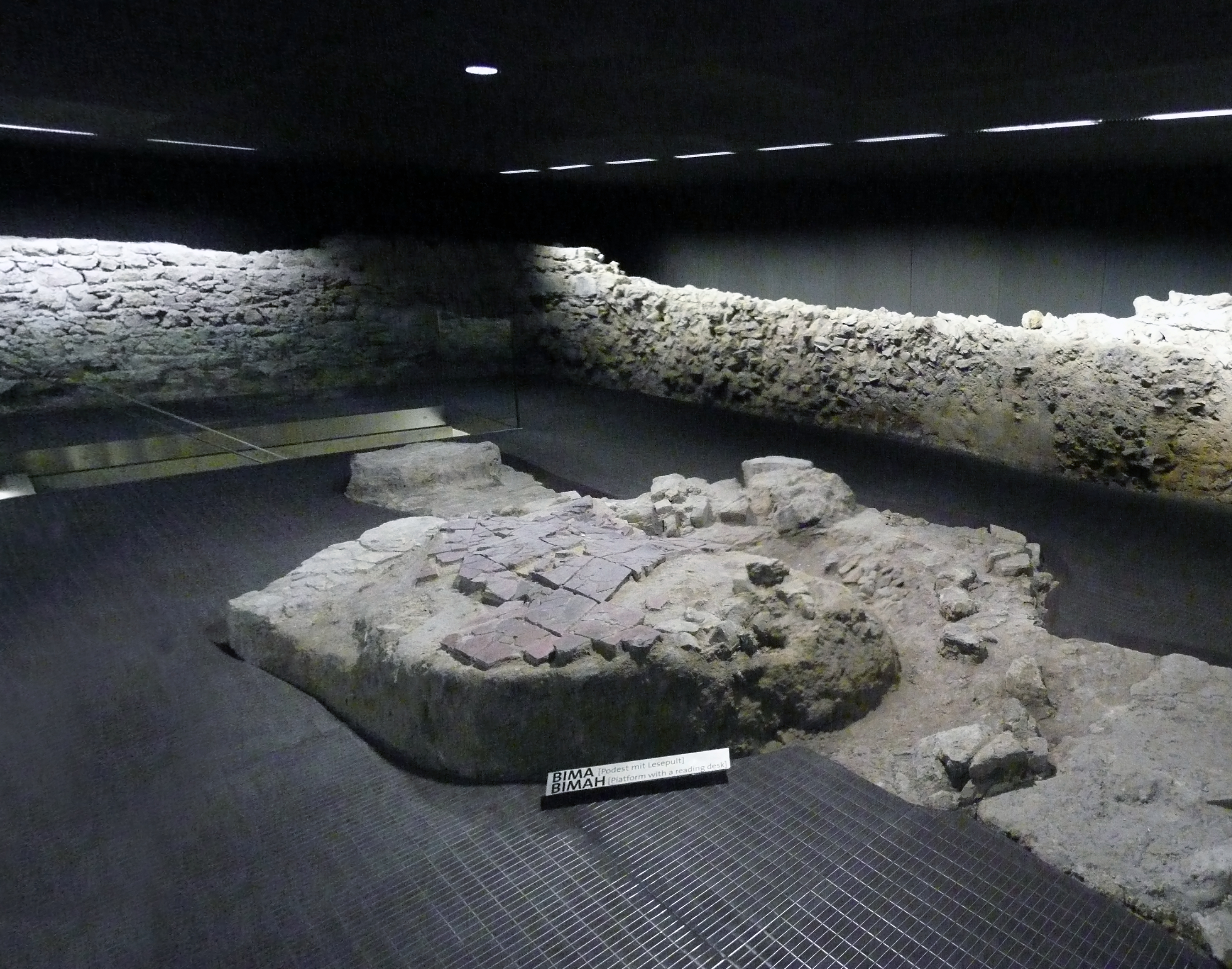
Vestiges de la synagogue médiévale découverts pendant les travaux de construction puis intégrés au monument
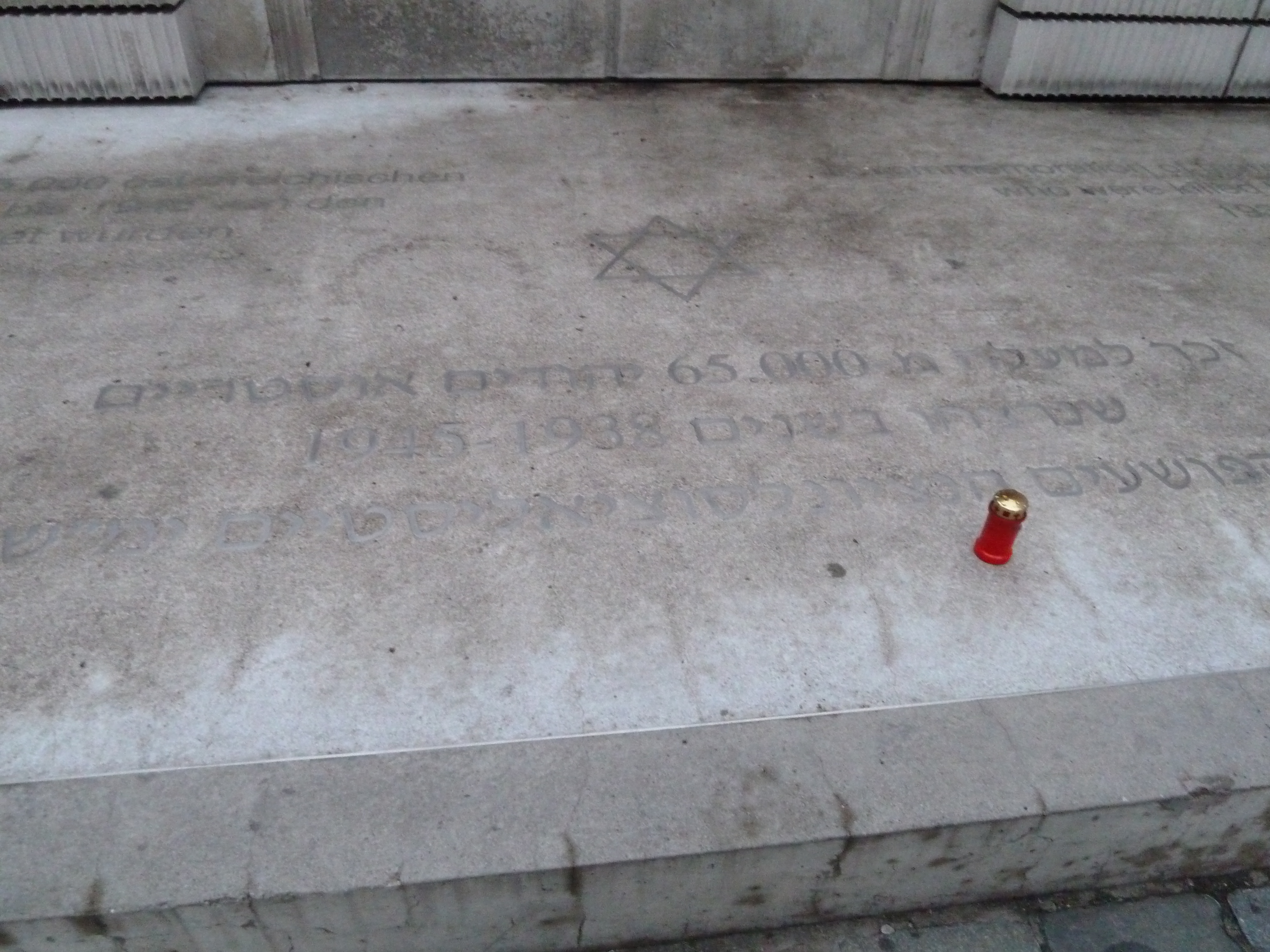
L'inscription au pied du mémorial
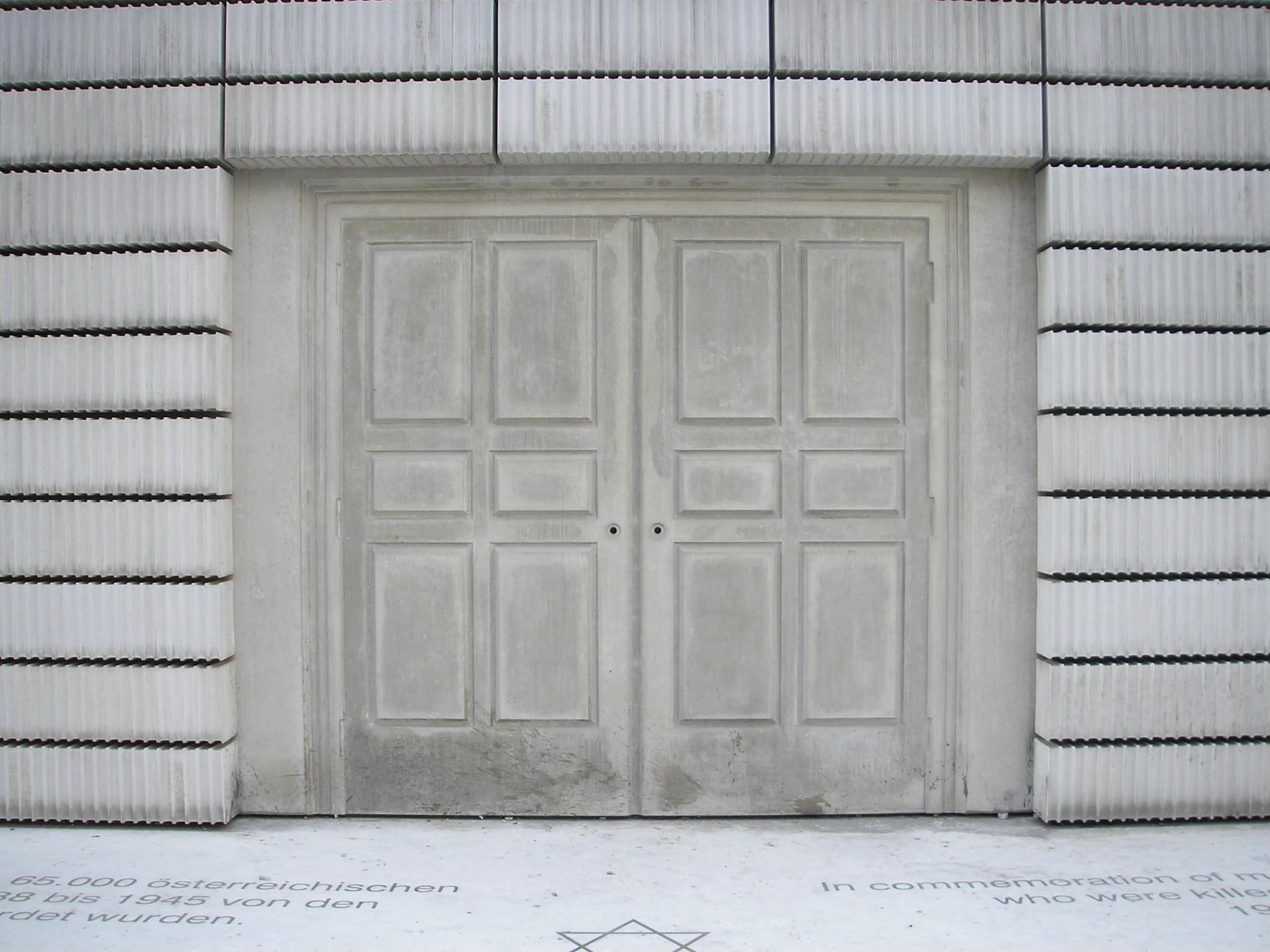
La « porte » de l'édifice
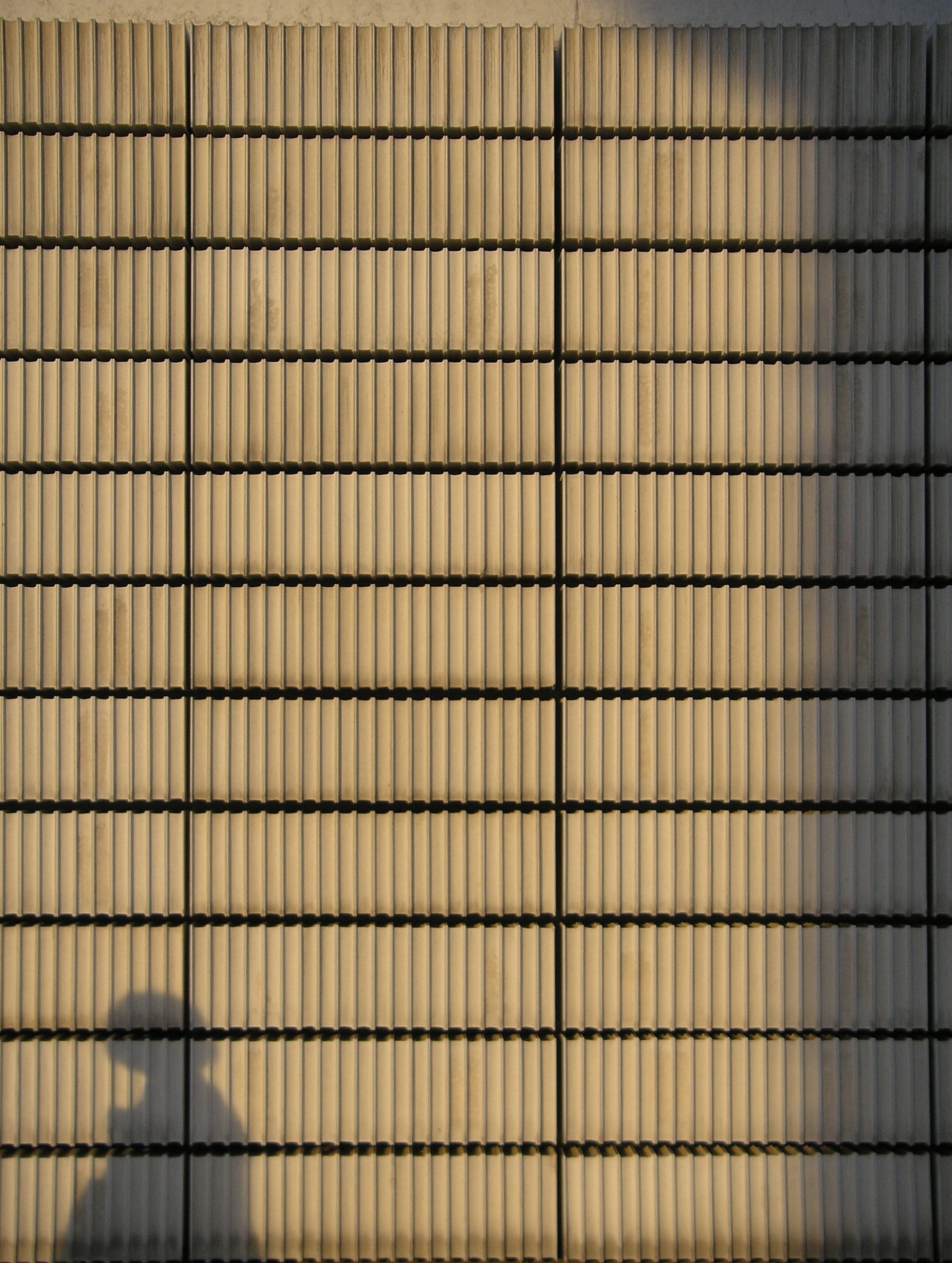
L'ombre d'un passant